# Marquínez
Marquínez (en euskera y oficialmente, Markinez) es una entidad de población y un concejo perteneciente al municipio de Bernedo en Álava, Cuadrilla de Campezo-Montaña Alavesa (comarca de Montaña Alavesa), España. Entre los elementos de mayor interés destaca, además de la proximidad del parque natural de Izki, la ermita de San Juan construida en el siglo XIII, la iglesia de Santa Eulalia, que está siendo rehabilitada, la ermita de Nuestra Señora de Beolarra y sus numerosas cuevas artificiales.

## Despoblado
Forma parte del concejo el despoblado de:
- Marquina de Suso.[4]

## Historia

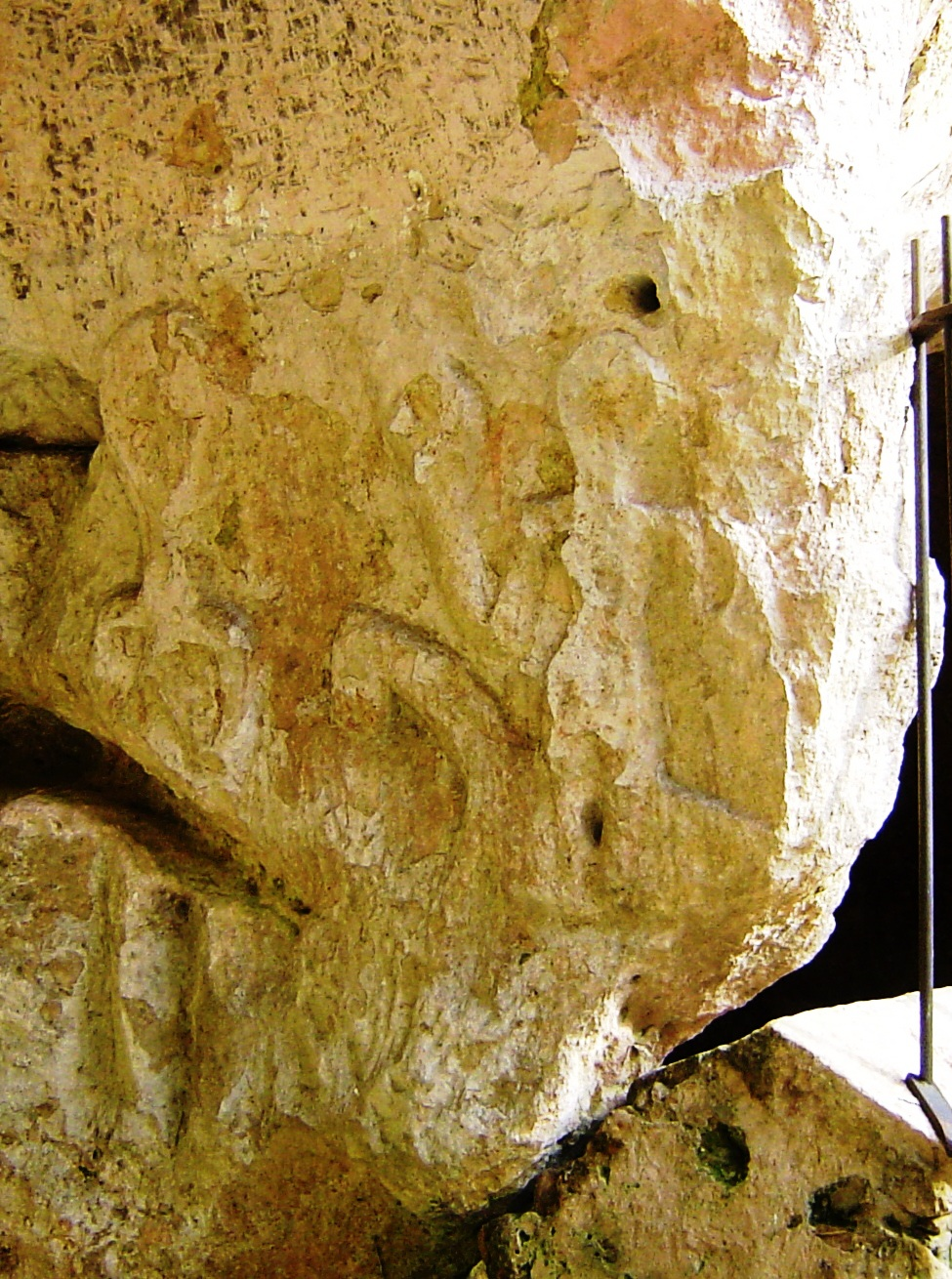
Relieve de la diosa Epona en la cueva de Santa Leocadia.

El origen del asentamiento de Marquínez se remonta a épocas protohistóricas. Como primeras muestras de su ocupación existen varias pinturas rupestres en dos de las cuevas de la peña Askana, que sobresale al sur de la Villa. Allí en la cueva de Santa Leocadia, protegidas del contacto con el público por una verja metálica, aparecen dos figuras únicas en las cuevas medievales alavesas. Se trata de sendos bajorrelieves toscos, una mujer montada sobre un caballo que representa a la diosa celta Epona y un hombre de pie que muestra a uno de sus fieles en actitud orante. Estas figuras fueron modeladas antes de la cristianización del lugar.
Ya en el siglo XI el asentamiento estaba compuesto por dos núcleos: Marquina de Yuso y Marquina de Suso, divididos ambos por el río del Molino que atraviesa el pueblo. Dichos nombres aparecen en una cita en el Cartulario de San Millán de la Cogolla, en la que se indica la contribución de los dos núcleos al Monasterio. Con el paso del tiempo los dos núcleos se unen y pasan a denominarse simplemente Marquínez. Ya en el año 1257 se tienen noticias de una población llamada Marquiniç. La primera alusión al apellido Marquínez aparece ya a finales del siglo XI.
En 1377 el rey Enrique II de Castilla cedió las villas alavesas de Marquínez, Peñacerrada y Lagrán a Diego Gómez Sarmiento, que fue mariscal de Castilla y adelantado mayor de Castilla y de Galicia y estaba casado con Leonor Enríquez de Castilla, señora de Salinas de Añana y nieta del rey Alfonso XI de Castilla. Y el historiador Hegoi Urcelay Gaona señaló que la villa de Marquínez le fue cedida al mariscal Diego Gómez Sarmiento junto con todos sus derechos, rentas, justicia civil y criminal y el mero y mixto imperio.
La villa de Marquínez fue señorío de los condes de Salinas hasta el 7 de julio de 1557, cuando fue vendida por el conde de Salinas, Diego González de Sarmiento y Villandro, al obispo Diego de Álava y Esquivel, con sede este en Ávila y siendo presidente de la Real Audiencia y Chancillería de Valladolid. Dos siglos más tarde en 1751 pasó a ser villa realenga, libre y exenta, por compra a Gaspar de Alava y Aranguren. Es en esta época cuando el pueblo alcanzó su mayor esplendor, como lo demuestran las obras emprendidas en su iglesia. Como colofón a su libertad, en el año 1785 se colocan las armas reales en la fachada de la casa consistorial. De estos momentos datan los principales edificios del pueblo. Es en la margen izquierda donde se hallan la gran mayoría de los espléndidos palacios y casas blasonadas que nos indican el noble pasado del lugar, como son los de Samaniego (siglo XVIII), el antiguo ayuntamiento (siglo XVIII) o el de las familias Álava-Esquivel (siglo XIX) y Gauna (siglo XIX).
Hacia mediados del siglo XIX, el lugar, por entonces con ayuntamiento propio, tenía contabilizada una población de 160 habitantes. Aparece descrito en el undécimo volumen del Diccionario geográfico-estadístico-histórico de España y sus posesiones de Ultramar de Pascual Madoz de la siguiente manera:

MARQUINEZ: v. con ayunt. en la prov. de Alava (á Vitoria 6 leg.), part. jud. de Laguardia (6), aud. terr. de Burgos c. g. de las Provincias Vascongadas, dióc. de Calahorra (13): sit. en un pequeño llano y al S. de una elevada colina : clima frio; la combaten los vientos N., S. y SO., y se padecen enfermedades estacionales. Tiene 75 casas, inclusa la municipal con cárcel, escuela de primera educacion para ambos sexos frecuentada por 20 niños y 18 niñas, y dotada con 38 fan. de trigo por este cargo, el de sacristan y secretario de ayunt. que desempeña el maestro ; igl. parr. dedicada á Santa Eulalia de Mérida servida por 3 beneficiados ; 3 ermitas con las advocaciones de San Roque, Ntra. Sra. de Vidarra y San Juan Bautista, esta última es obra muy sólida y de mucho gusto con magnífica portada y una inscripcion que dice:

Hedificatio: hujus: templi: fuit: facta: sub: anno: Domini: M:CC:XX:VI : nono : calendas: Decembris : Johe : Petr : Epo : ecsistente : in : Callagurra: et : regnante Ferdinandoi Regi : in : Castelia : et : M : Archidia cono : in : Armentia : et : Fortunio : de : Marquiniz : Archipresbitero : in : Trivienio : et : Garsias : de : Pangua : Magistro : in : Armentia : ut : videntes : hoc : scriptum : orent : pro : anima : Spi: specialiter : et : omnibus : benefactoribus : huhus : templi: M.

Para el surtido del vecindario existen 3 fuentes de aguas comunes y saludables. El térm. confina N. Arlucea; E. Corres y San Roman de Campezo; S. Urturi, y O. Urarte; comprendiendo dentro de su jurisd. parte de los montes de Izqui de Arriba é Izqui de Abajo poblados de robles, hayas, otaca y otros árboles y arbustos, hallándose en el dia muy deteriorados tanto por los muchos cortes que se hacen para maderas de construccion y carbon, como por los repetidos incendios que sufren y los destrozan. El terreno es de mediana calidad y arenisco; le atraviesa un r. que nace en la jurisd. de Arlucea con 2 puentes de piedra, y va á confundirse con el Zadorra en las inmediaciones de Miranda, despues de un curso de 6 leg. prod.: trigo, cebada, avena, centeno, maiz, legumbres y frutas especialmente manzanas; cria de ganado de toda especie; caza de jabalíes, lobos, liebres, perdices y palomas; pesca de truchas. ind.: el carboneo y estraccion de maderas para diferentes puntos. pobl.: 27 vec., 160 almas. riqueza y contr. (V. Alava, intendencia).

Es un pueblo muy ant. y ya se nombra en el catálogo que de los de esta prov. se formó en el siglo XI: por él consta que existian entonces en este parage dos pueblos cercanos con el nombre de Marquina de Arriba y Marquina de Abajo, de cuya reunion se vino á fomrar el actual Maruinez. Perteneció el señorio de Marquinez á los condes de Salinas, de quienes lo compró D. Diego de Alava y Esquivel, y por escritura de retroventa se tanteó en el año de 1750, pagándose á su último poseedor D. Gaspar de Alava y Aranguren, la cantidad que habia costado
(Madoz, 1848, pp. 248-249)

La villa se agrupó en 1961 con Arlucea y pasó a constituir el municipio de Arlucea-Marquínez. Posteriormente, en 1976 Marquínez fue absorbido por Bernedo. En la actualidad forma este municipio junto a los pueblos de Angostina, Navarrete, Villafría, Urturi, San Román de Campezo, Quintana, Urarte, Arlucea, Berroci, Oquina e Izarza. En 2022, tenía empadronados 73 habitantes.

## Geografía

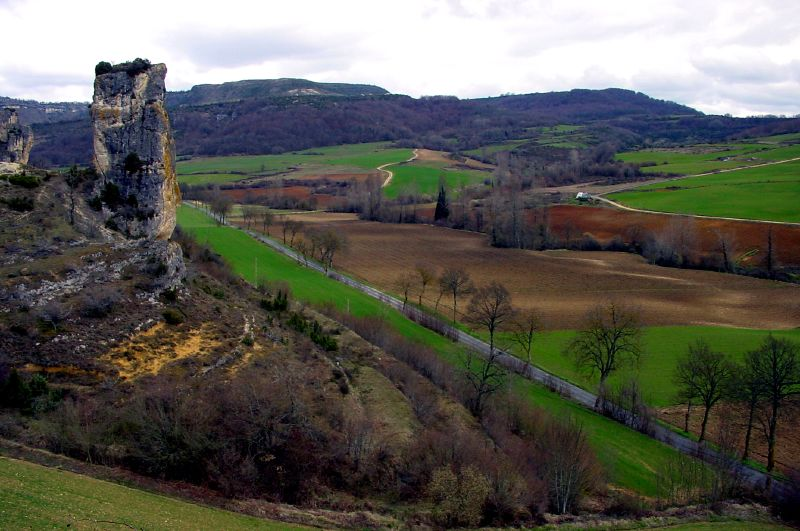
Alrededores de Marquínez.

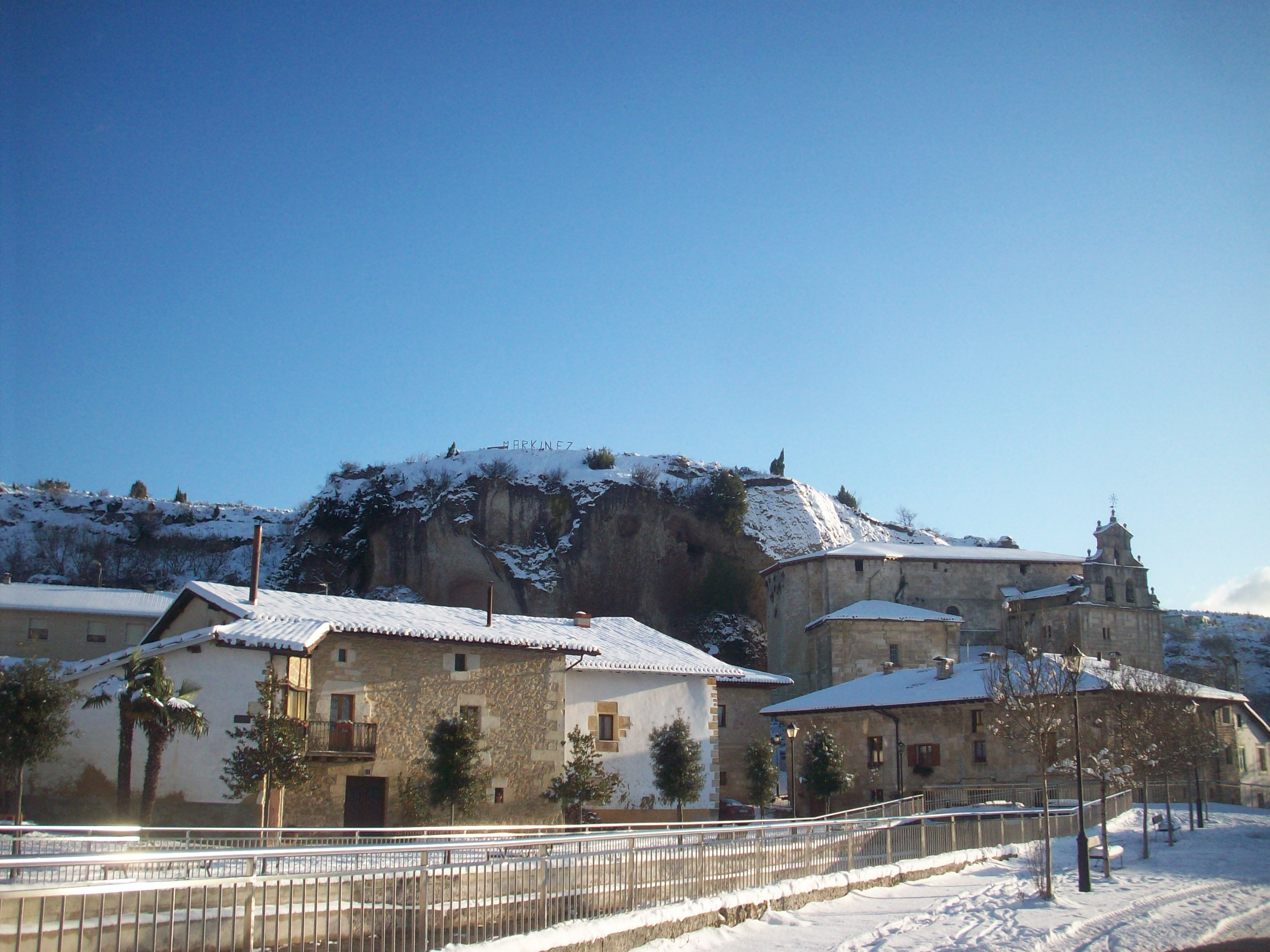
Marquínez en invierno

El núcleo de población se sitúa en terreno llano, en los prolegómenos de un pequeño barranco que actúa de elemento divisor entre el curso alto y medio del río Ayuda. Sin embargo, el río que baña su término se denomina arroyo del Molino, y es un afluente del anterior, que nace en los Montes de Vitoria en las inmediaciones del monte Kapildui (1177 m). Este afluente termina desembocando en el Ayuda cerca de Urarte. El pueblo se encuentra a una altitud media de 692 metros, amparado y protegido por la inmensa mole rocosa de Askana.
Su casco urbano se asienta, en parte, sobre terreno aluvial formado por el río del Molino y, en parte, sobre terreno de calizas, calizas arrecifales, biolitita de coral y calizas dolomitazadas. En sus contornos encontramos terreno de arenas y areniscas con lentejones de gravas e, igualmente, terreno de conglomerados, calizas arenosas, margas y areniscas rojas. La erosión de las aguas ha ido creando y tallando en las rocas calizas un fantástico paisaje kárstico de grandes rocas aisladas de múltiples formas y tamaños.
Las cotas más altas dentro del concejo son por el sur Belabia/Engua con 973 m s. n. m. y Botondela con 948 m s. n. m. Por el norte el punto más destacado es el Espinal (888 m), sobre el que se ubica la ermita de Beolarra. Su terreno tiene una inclinación media del 20,89%.
En cuanto a la climatología, la temperatura media anual de Marquínez es de 11,30 °C, que es 1,67 °C más baja que la temperatura media anual de España (12,97 °C). En los meses más cálidos la temperatura media es de 25,90 °C y en los meses más fríos la temperatura media es de 0,50 °C. La precipitación media anual en Marquínez es de 946 mm, la cual es 301,7 mm más alta que la precipitación media anual de España, que es de 644,3 mm.

## Geografía humana

### Demografía
| Gráfica de evolución demográfica de Marquínez entre 1842 y 1960 |
| |
| Población de derecho según los censos de población del INE Población de hecho según los censos de población del INEEntre el censo de 1970 y el anterior, este municipio desaparece porque se agrupa en el municipio 01005 (Arlucea Marquínez) |

Demográficamente se pueden destacar tres momentos cruciales en la Villa de Marquínez. Uno positivo, en el siglo XVIII, coincidiendo con el fuerte auge económico que se traduce en grandes obras, tanto en la iglesia parroquial de Santa Eulalia como en la arquitectura doméstica. Dos negativos: el primero en el siglo XVII, consecuencia de epidemias y pobreza económica como causas principales, y un segundo en la década de los años 60 y 70 del siglo XX, ocasionado por el gran movimiento migratorio de las gentes de núcleos rurales a núcleos urbanos industrializados, principalmente a Vitoria, capital de la provincia.
Evolución de la población de Marquínez desde finales del siglo XVI
Desglose de población según el Padrón Continuo por Unidad Poblacional del INE.
| Núcleos  | Habitantes (2020) | Varones | Mujeres |
| -------- | ----------------- | ------- | ------- |
| Markinez | 61                | 34      | 27      |

### Economía
La principal riqueza de Marquínez es la agricultura, siendo los cultivos más destacados la patata, cereal, girasol y colza, así como la cría de ganado ovino, vacuno y caballar y la explotación del bosque. A comienzos del siglo XIX se recogía una media anual de 2402 fanegas de grano.
En cuanto a su comercio, Marquínez pertenece al área comercial de Vitoria.

## Cultura

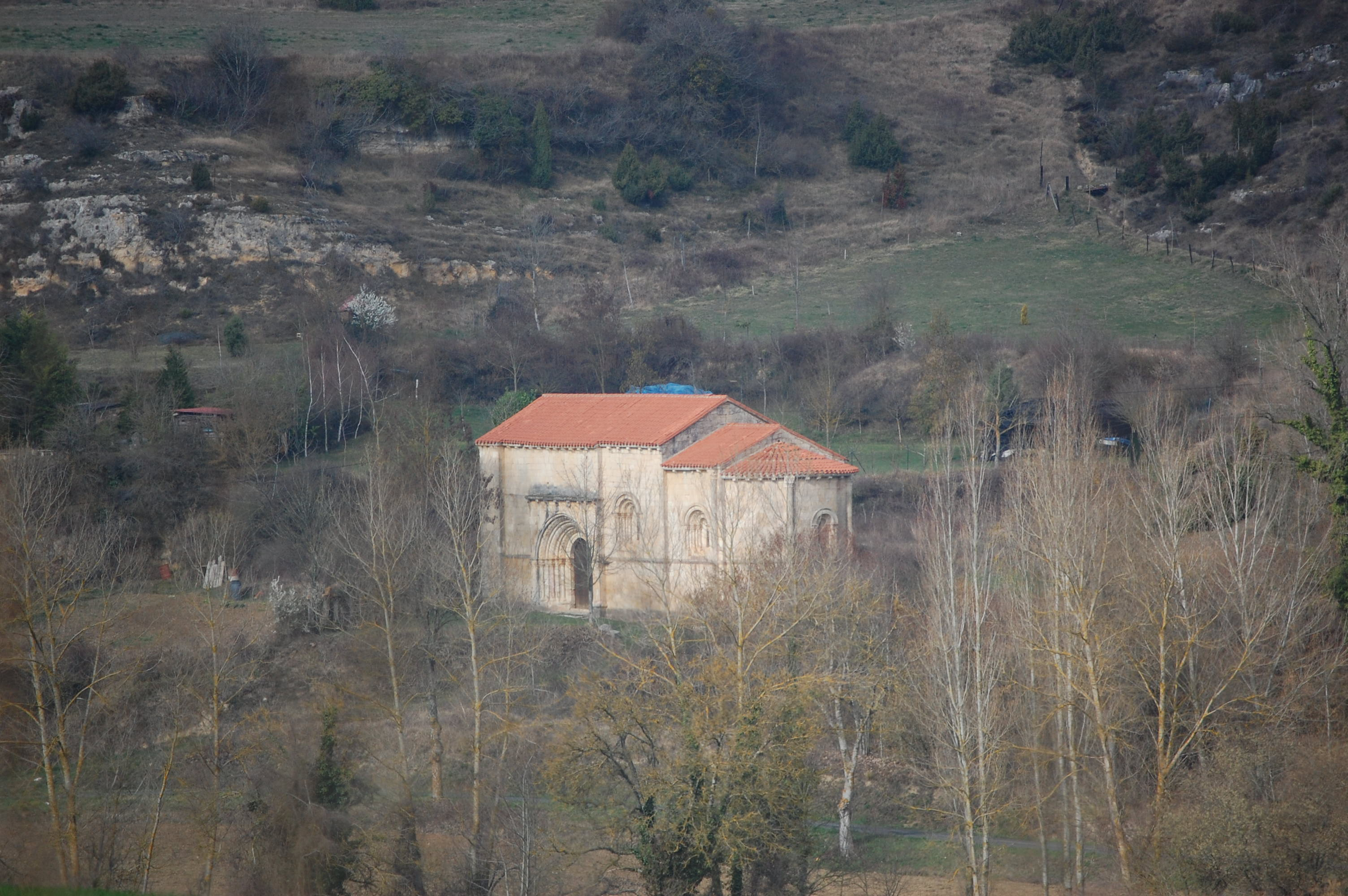
Ermita románica de San Juan en Marquínez.

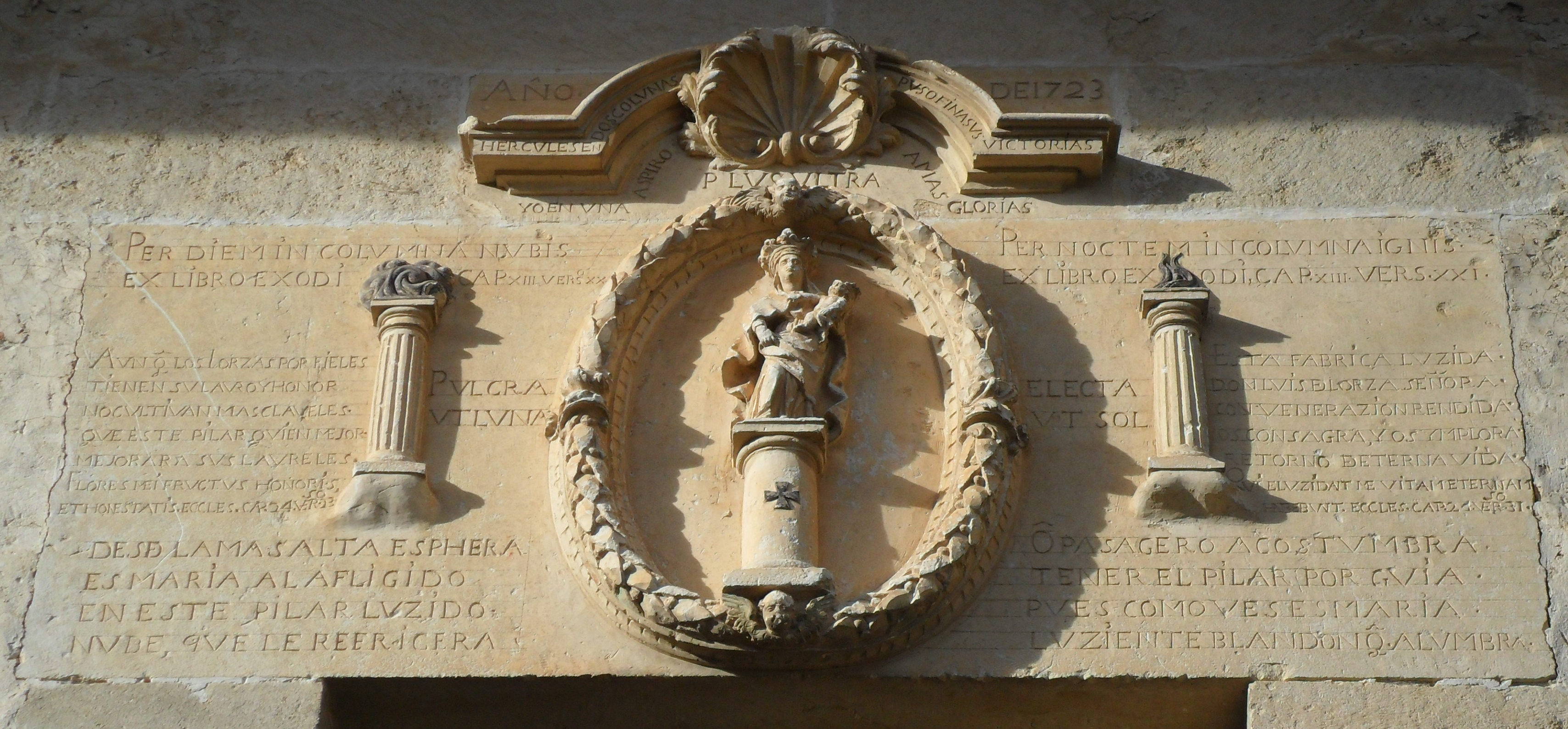
Virgen del Pilar (Marquinez)

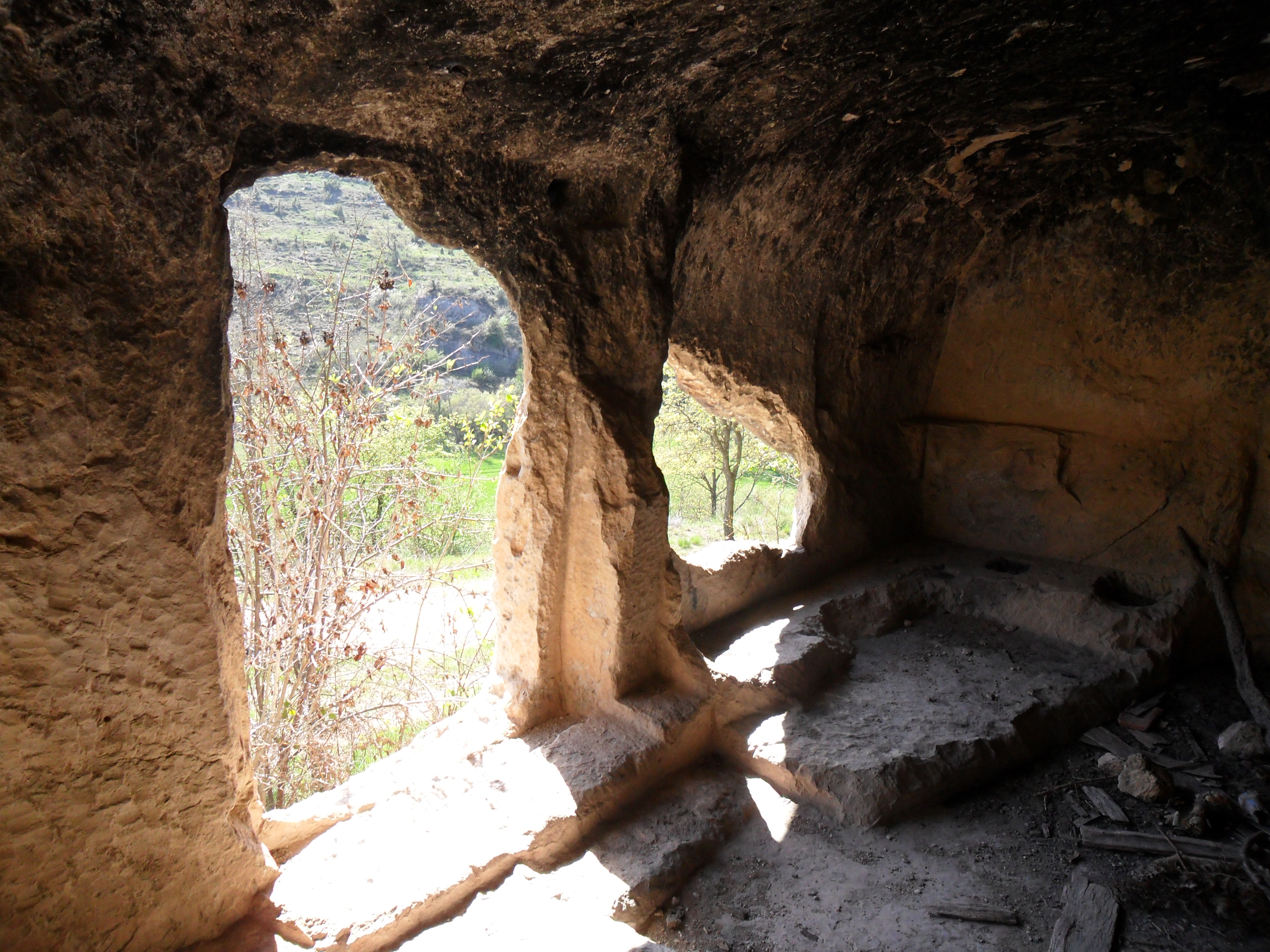
Cueva artificial de Marquínez.

### Patrimonio material
- Ermita de San Juan (1226), declarada Monumento Nacional de Euskadi, es un importante templo románico de transición al gótico. Fue estaurada en 1978.[20]
- Iglesia parroquial de Santa Eulalia (siglo XVIII), puesta bajo la advocación de Santa María en 1556 y dedicada a la Anunciación de la Virgen en el siglo XVIII, tiene actualmente como patrona a Santa Eulalia. Esta construcción ha pasado por varias fases de ampliación a lo largo de su historia, siendo la primera fase levantada durante la primera mitad del siglo XIII. En ruinas desde 1971 por desprendimientos desde la cercana peña Askana, durante 2008 se llevó a cabo una primera fase de restauración que incluyó la consolidación de las bóvedas y una nueva cubierta para la nave y durante 2011 una segunda fase para el arreglo de las cubiertas y forjados de los edificios anejos. En agosto de 2012 se reparó y se puso en funcionamiento el reloj de la torre, construido en Vitoria por Ignacio Murua y que data del año 1899. El retablo de la iglesia se encuentra depositado en el Museo Diocesano de Arte Sacro de Álava.[21]
- Ermita de Nuestra Señora de Beolarra (siglo XIII), sede de la cofradía de la virgen titular, lugar de convergencia de una concurrida romería, el día de la Virgen, el 8 de septiembre. Fue reformada en 1881.[22]
- Casa consistorial (siglo XVIII), actualmente cuenta con el centro social del pueblo, una pequeña capilla, la sala del Concejo y una sala con fotografías antiguas del pueblo.
- Cuevas artificiales:
  - Peña del Castillo, antigua fortaleza labrada en la roca de la que se conservan el pozo, unas escaleras de caracol y un muro de mampostería. Forma parte del conjunto de Larrea, formado por nueve cuevas artificiales de origen eremítico. También se pueden localizar varios sepulcros en los alrededores.
  - Cueva de Santa Leocadia, se encuentra en la parte de atrás de la iglesia en el conjunto de Askana. Destaca en ella un grupo escultórico en bajorrelieve con dos figuras desnudas, una de ellas montada a caballo. Dicho conjunto se puede definir como una representación de Epona (diosa de los caballos) y de una figura implorante, con un origen de carácter céltico.
  - Cuevas de San Salvador.
- Casa solariega de los Samaniego (1692).
- Casa palacio de los Álava-Esquivel (siglo XIX).
- Casa solariega de los Gauna (1804).
- Casa barroca con imagen de la Virgen del Pilar (1723), ubicada en la calle Araguntia, destaca el dintel, formado por una imagen de la virgen del Pilar junto con las Columnas de Hércules y la siguiente inscripción: 
  - Parte superior y central del dintel: Año 1723. Hercules en dos colunas puso fin a sus victorias. Yo en una aspiro a más gloria. Plus Ultra. Per diem in columna Nubis, per noctem in columna Ignis. Ex Libro Exodi cap XIII vers XX. Ex Libro Exodi, cap XIII vers XXI. Pulcra ut luna electa ut sol.
  - Parte izquierda del dintel: Aun q los Orzas por fieles tienen su lavro y honor no cultivan más claveles que este pilar, o bien mejor mejorara sus laureles flores mei fructus honoris et honestatis. eccles. cap.24 verso.23. Desde la más alta esphera es maria al afligido en este pilar luzido nube que le reeericera.
  - Parte derecha del dintel: Esta fabrica luzida Don Luis Elorza. Señora con beneración rendida os consagra y os implora retorno de eterna vida. Vi et luzida me eternam vida. Habeb Wt. eccles. cap.21.verso.31. O pasagero acostumbra tener el pilar por guia pues como ves es Maria luziente blandom o alumbra.
- Humilladero, hoy acceso a la "Huerta del Cristo". En la portada representación pétrea, renacentista del Cristo crucificado y la Virgen y san Juan a sus pies. Inscripción.
- Molino fluvial, actualmente en ruinas.
- Piscina fluvial, en pleno centro de la villa en el cauce canalizado de río, funciona durante los meses de verano.
- Parque natural de Izki, tiene una superficie de 9143 Ha, lo que lo convierte en la zona boscosa más grande del País Vasco. Con una rica e interesante vegetación, es la mayor reserva europea de roble pirenaico. Este espacio natural es recorrido por una amplia y variada fauna, con un gran dominio del jabalí.

## Fiestas
- Primer fin de semana de julio: fiestas patronales de la Ascensión del Señor.
- Junio: procesión del Corpus Christi. Nobles Ballesteros de San Jorge
- Septiembre: romería N.ª S.ª de Beolarra.